# Karl Lehmann
Karl Lehmann, nemški rimskokatoliški duhovnik, škof in kardinal, * 16. maj 1936, Sigmaringen, † 11. marec 2018, Mainz.

## Življenjepis
10. oktobra 1963 je prejel duhovniško posvečenje.
21. junija 1983 je bil imenovan za škofa Mainza; 2. oktobra istega leta je prejel škofovsko posvečenje. 
21. februarja 2001 je bil povzdignjen v kardinala in imenovan za kardinal-duhovnika S. Leone I. Ob svoji 80-letnici 2016 se je kot škof upokojil.